# Нэйцзян
Нэйцзя́н (кит. упр. 内江, пиньинь Nèijiāng) — городской округ в провинции Сычуань КНР.

## История
В 1949 году был образован Специальный район Цзычжун (资中专区), которому подчинялось 8 уездов. В 1950 году он был преобразован в Специальный район Нэйцзян (内江专区), которому подчинялось 7 уездов; при этом урбанизированная часть уезда Нэйцзян была выделена в город Нэйцзян. В 1958 году уезд Жэньшоу был передан в состав Специального района Лэшань (乐山专区); в этом же году был расформирован Специальный район Суйнин (遂宁专区), и уезды Аньюэ и Лэчжи перешли в состав Специального района Нэйцзян. В 1970 году Специальный район Нэйцзян был переименован в Округ Нэйцзян (内江地区). В 1978 году из Округа Ибинь (宜宾地区) в округ Нэйцзян был передан уезд Лунчан. В 1985 году постановлением Госсовета КНР Округ Нэйцзян был преобразован в Городской округ Нэйцзян; при этом город Нэйцзян стал районом Шичжун в его составе, а уезд Нэйцзян — районом Дунсин в его составе.
В 1998 году постановлением Госсовета КНР из Городского округа Нэйцзян был выделен Округ Цзыян (资阳地区).
12 апреля 2017 года постановлением Госсовета КНР уезд Лунчан был преобразован в городской уезд.

## Административно-территориальное деление
Городской округ Нэйцзян делится на 2 района, 1 городской уезд, 2 уезда:
| Карта | Карта          | Карта    | Карта     | Карта         | Карта            | Карта         | Карта                      |
| ----- | -------------- | -------- | --------- | ------------- | ---------------- | ------------- | -------------------------- |
|       |                |          |           |               |                  |               |                            |
| #     | Статус         | Название | Иероглифы | Пиньинь       | Население (2004) | Площадь (км²) | Плотность населения (/км²) |
| 1     | Район          | Шичжун   | 市中区    | Shìzhōng qū   | 540 000          | 388           | 1392                       |
| 2     | Район          | Дунсин   | 东兴区    | Dōngxīng qū   | 850 000          | 1181          | 720                        |
| 3     | Уезд           | Вэйюань  | 威远县    | Wēiyuǎn xiàn  | 740 000          | 1289          | 574                        |
| 4     | Уезд           | Цзычжун  | 资中县    | Zīzhōng xiàn  | 1 310 000        | 1734          | 755                        |
| 5     | Городской уезд | Лунчан   | 隆昌市    | Lóngchāng shì | 760 000          | 794           | 957                        |

## Экономика
В Нэйцзяне расположены фармацевтические фабрики Huiyu Pharmaceutical и Shanshan Pharmaceutical Group, химические заводы Neijiang Lishan Chemical и Longchang Chang'an Chemical Fibre Industrial, пищевые фабрики Furui Meat Food, Yunda Foodgrain & Cooking Oil Industry и Weiyuan Gangzi Foodstuff, завод № 607 China Aviation Industry, завод керамической плитки Baita Xinlianxing Ceramics Group, завод стеклопластика Weibo New Material Group, завод автокомплектующих Neijiang Jinhong Crankshaft.

## Транспорт

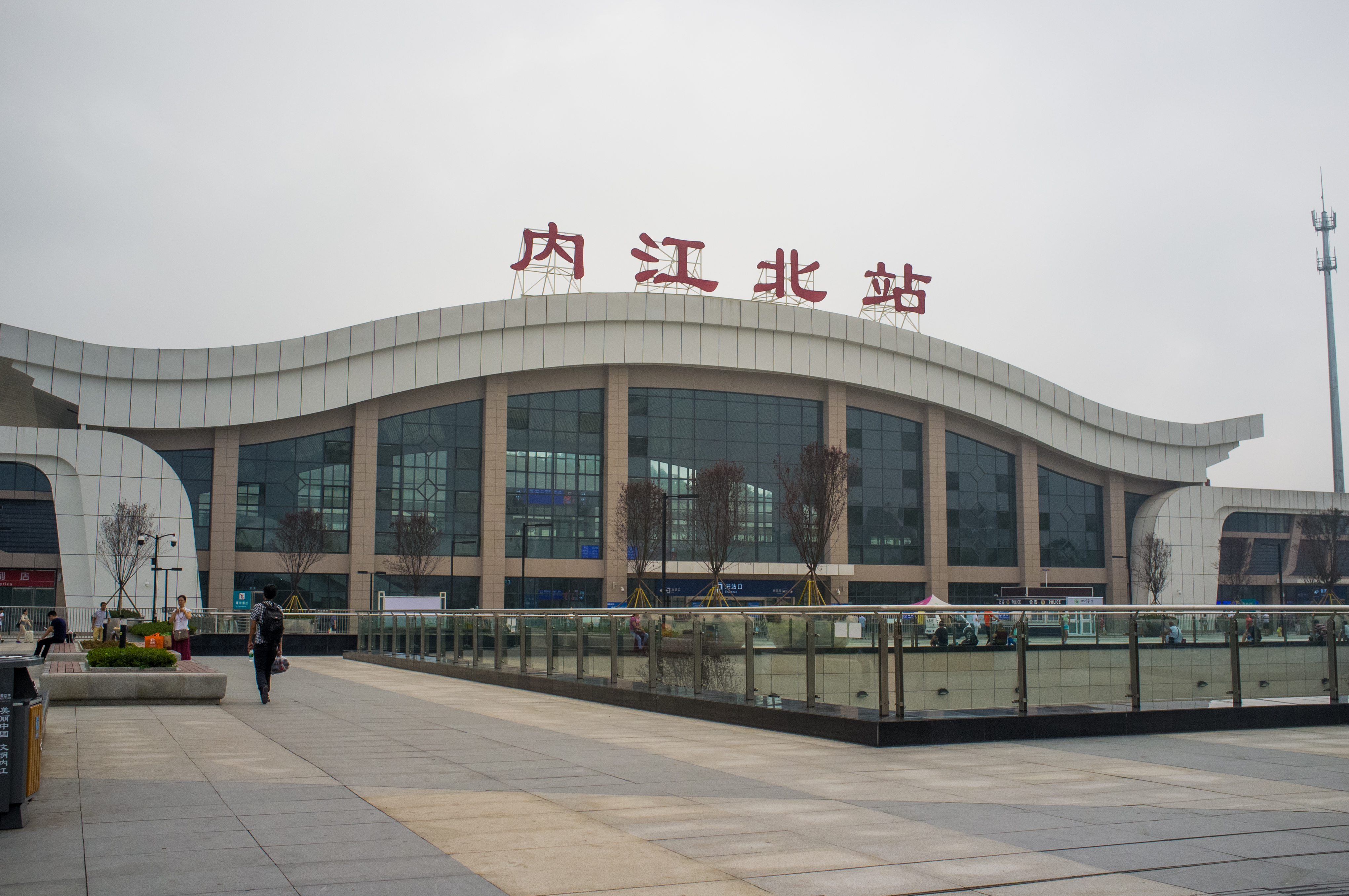
Вокзал Нэйцзян Северный

Через Нэйцзян проходит междугородная железная дорога Чунцин — Чэнду, а также грузовые железные дороги Нэйцзян — Куньмин и Чэнду — Чунцин.
Важное значение имеет грузовое железнодорожное сообщение со странами Западной Европы и Юго-Восточной Азии.